# Andrea Lipka
Andrea Lipka, gebürtig Andrea Zirngibl (* 11. März 1967 in Nürnberg) ist eine deutsche Kabarettistin und Theaterleiterin. 

## Leben
Schon während ihres Studiums stand Andrea Lipka als Kabarettistin auf der Bühne. Seit 1996 konnte sie ihr erworbenes Wissen als Dipl.-Verwaltungswirtin (FH) auch auf eigene Unternehmen anwenden. Im Laufe der Zeit eröffnete sie vier eigene Theater: Zuerst die Bühne im Altstadthof in Nürnberg (1996), dann zusammen mit Ralph Michael Friedewald die Simmelsdorfer Mühle (1998). Elf Jahre später folgte das Tausendschön in Schnaittach (2009) und schließlich 2014 die Glückserei in Lauf.
Alle Bühnen wurden nicht nur von Andrea Lipka geleitet, sondern auch zum größten Teil von ihr selbst bespielt. Inzwischen hat die fränkische Kabarettistin unzählige eigene Kabarett- und Comedy-Produktionen auf die Bühne gebracht, von denen sie regelmäßig mehr als zehn Programme gleichzeitig im Repertoire hat. Ihr erstes Soloprogramm Elfriede gegen den Rest der Welt spielte sie zwölf Jahre lang. Ihr erstes Tourprogramm Eine Fränkin sieht rot von 2004 führte sie auf Bühnen quer durchs Bundesgebiet.
Als Schauspielerin wirkte Andrea Lipka in verschiedenen Fernsehproduktionen (zum Beispiel Kabarett aus Franken, Eine Frau für alle Fälle oder Niedrig und Kuhnt) mit. Seit 2014 spielt sie eine Hauptrolle im Nürnberger Weihnachts-Musical Norika von Andreas Rüsing und Werner Müller. Ihre erste Hauptrolle in einem Spielfilm war die Vera Wunder in der fränkischen Krimikomödie Murggs von Rüdiger Baumann. Auch im Regiefach ist Andrea Lipka tätig. So betreute sie Soloprogramme von Kollegen sowie verschiedene Komödien und führte auch Bild- und Tonregie bei Großveranstaltungen in München, Wien und Linz.
Als erste Fränkin erhielt Andrea Lipka 2001 den Stuttgarter Besen (Publikumspreis). Andrea Lipka bietet neben ihrer künstlerischen Tätigkeit auch Entspannungstraining, Burnout-Begleitung und Lachyoga an. Ihr Kabarettprogramm Das Schweigen der Männer (2011) intendiert einen paartherapeutischen Begleiteffekt, die Produktion Die Glücksritterin verband 2015 zum ersten Mal genreübergreifend Seminar, Kabarett, Gruppentherapie, Comedy, Musik und Videoinstallation.
Andrea Lipka hat einen erwachsenen Sohn.

## Auszeichnungen
- 2001: Publikumspreis des Stuttgarter Besens
- 2012: Ritterin des geschliffenen Wortes und der spitzen Zunge der Narrlangia Rot-Weiß e.V., Nürnberg
- 2016: Goldener Nämbercher Brodworschd-Orden der MUGGENESIA Nürnberg e.V
- 2024: Sonderorden Wider die Neidhammel der Nürnberger Luftflotte e.V.